# Blue Rodeo
Blue Rodeo je kanadská country rocková kapela založená v roce 1984 v Torontu v Ontariu. Skupina vydala 12 dlouhohrajících desek, mnoho z nich získalo platinový nebo zlatý titul.[zdroj⁠?!] Skupina také vyhrála několikrát JUNO Awards a dalších kanadských hudebních ocenění.
V dnešním složení skupiny hrají stále tři zakládající osobnosti, Jim Cuddy, Greg Keelor a Bazil Donovan. Cuddy a Keelor jsou přáteli kamarádi již od doby kdy se setkali na střední škole, oba se hned po vysoké škole vydali na dobrodružství do New Yorku. Po návratu do Toronta pak založili spolu s Bazil Donovanem, Cleave Andersonem a Bob Wisemanem skupinu Blue Rodeo.
Členové skupiny také vydávají svoje vlastní desky a spolupracují s dalšími kanadskými hudebníky jako je Sarah McLachlan, Kathleen Edwards, The Tragically Hip, Burton Cummings, Great Big Sea, Jann Arden, Skydiggers, The Sadies, Crash Vegas, Cowboy Junkies a Sarah Harmer.

## Členové
- Jim Cuddy - (kytara/zpěv)
- Bazil Donovan - (baskytara)
- Bob Egan - (různé nástroje)
- Greg Keelor - (kytara/zpěv)
- Glenn Milchem - (bicí)

## Diskografie
- 1987 Outskirts
- 1989 Diamond Mine
- 1990 Casino
- 1992 Lost Together
- 1993 Five Days in July
- 1995 Nowhere to Here
- 1997 Tremolo
- 2000 The Days in Between
- 2002 Palace of Gold
- 2005 Are You Ready
- 2007 Small Miracles
- 2009 The Things We Left Behind